# Limnodynastes lignarius
Limnodynastes lignarius är en groddjursart som beskrevs av Tyler, Martin och Davies 1979. Limnodynastes lignarius ingår i släktet Limnodynastes och familjen Limnodynastidae. IUCN kategoriserar arten globalt som livskraftig. Inga underarter finns listade i Catalogue of Life.